# A kővendég
A kővendég (oroszul: Каменный гость) Alekszandr Szergejevics Dargomizsszkij négyfelvonásos operája, amelyet Puskin költeményére írt. Az operát a barátai fejezték be, és 1872-ben, a komponista halála után három évvel mutatták be Szentpéterváron.

## Az opera keletkezése
A kővendég Don Juan ismert történetét dolgozza fel, Puskin Don Juan kővendége című drámai költeménye alapján. A puskini történet több vonatkozásban eltér Mozart Don Giovannijától, Donna Anna például nem a kormányzó lánya, hanem özvegye, kimarad néhány mozarti alak, megjelenik viszont a történetben egy új szereplő, Don Carlos, aki a kormányzó fivére. Ezekkel a változtatásokkal a történet még drámaibb, Don Juan tettei sokkal inkább gaztetté válnak. Különlegességnek számít, hogy Dargomizsszkij Puskin drámáját szövegváltoztatás nélkül zenésítette meg. Az opera azonban befejezetlen maradt a komponista halála miatt. Az operát barátai fejezték be: Kjui írta meg a nyitányát, Rimszkij-Korszakov pedig a hangszerelést készítette el.

## Szereplők
| Szereplő                         | Hangfekvés   |
| -------------------------------- | ------------ |
| Don Juan                         | tenor        |
| Leporello, a szolgája            | basszus      |
| Donna Anna, a kormányzó özvegye  | szoprán      |
| Don Carlos, a kormányzó testvére | bariton      |
| Laura, színésznő                 | mezzoszoprán |
| Szerzetes                        | basszus      |
| A kővendég, a kormányzó szobra   | basszus      |

- Történik: Spanyolországban, a 17. században.
- Zenekar: közepes együttes.
- Kórus: közepes együttes.
- Időtartam: körülbelül két óra.

## Cselekmény
Az előtörténet: Don Juan párbajban megölte a kormányzót, amiért a király száműzte az országból. Don Juan azonban – Leporellóval, a szolgájával együtt – titokban visszatért.

### Első felvonás
Don Juan a temetőben bujkál álruhában, ahol megtudja egy szerzetestől, hogy Donna Anna minden nap meglátogatja férje, a kormányzó sírját a temetőben. Újra felébred benne az érdeklődés és a hódítási vágy a még mindig kívánatos asszony iránt. Szürkületkor meg is jelenik az asszony, de Don Juan nem akarja, hogy felismerjék, ezért inkább elmenekül.

### Második felvonás
Don Juan egykori szeretője, Laura, éppen estélyt ad. A nőnek már új kedvese van: Don Carlos, az elhunyt kormányzó öccse. A színésznő, új hódolója megbotránkozására, olyan dalba kezd, amelynek a szövegét a gyűlölt Don Juan írta. A rossz hangulat miatt az estély végén Laura visszatartja kedvesét, hogy kiengesztelje. Ekkor toppan be Don Juan, s a két férfi karddal esik egymásnak. A párbajban Don Juan megöli ellenfelét.

### Harmadik felvonás
A temetőben Don Juan szerzetesnek öltözik, így várja Donna Annát. Amikor megérkezik az asszony, Don Diegóként mutatkozik be, a nő bizalmába férkőzik, és meghívatja magát vacsorára a nőhöz másnap estére. Donna Anna távozása után Leporellóval – mintegy gúnyból – meghívja a kormányzó kőszobrát is. Meglepetésükre és rémületükre a szobor igent int fejével, elfogadja a meghívást. Mindketten elmenekülnek.

### Negyedik felvonás
Donna Anna vacsoráján megjelenik Don Juan, s a társalgás közben a nő a magányáról panaszkodik. Több sem kell a hódítónak, egyre hevesebben udvarol az asszonynak. Az asszony ekkor tudja meg, hogy férje gyilkosát látja vendégül, kiutasítja a házából. A férfi csak akkor hajlandó elmenni, ha csókot kap. Ezt meg is kapja, s ekkor kopogtatnak az ajtón, megérkezett a kővendég, a kormányzó szobra. Kezet nyújt Don Juannak, aki zavarában elfogadja azt. Ebben a pillanatban megnyílik a föld, s mindketten a mélybe süllyednek.

## Az opera színpadra állítása
A barátai által befejezett opera ősbemutatója 1872. február 28-án volt a szentpétervári Mariinszkij Színházban. Oroszországon kívül nem nagyon játszották, Magyarországon sem mutatták még be.

## A zene
Dargomizsszkij ebben az operájában érte el leginkább azt a célkitűzését, hogy a deklamáló énekbeszéd alkalmazásával az emberi beszéd legteljesebb kifejezőerejét érje el. Zenéjében szakított a korábbi darabjaiban, operáiban megismert jellegzetességekkel. A zárt számok helyett folyamatos párbeszédeket alkalmazott, s a zenekar is a kísérő jelleg helyett több önálló szerepet kapott.